# 阿波洛托克山
72°15′S 164°29′E / 72.250°S 164.483°E
阿波洛托克山（英語：Mount Apolotok）是南極洲的山峰，位於維多利亞地的彭內爾海岸，屬於弗賴貝格山脈中薩拉曼德山脈的一部分，海拔高度2,555米，現時由南極條約體系管理。